# Hubert Mampaey
Hubert Benoit Mampaey, né le 29 septembre 1882 à Boom et mort le 10 juin 1947  à Bruges en Belgique est homme politique belge flamand, membre du parti catholique.
Il fut employé et charpentier. Il fut propagandiste et secrétaire de la fédération nationale des travailleurs de la pierre et de la céramique (1911-21). Il fut élu conseiller communal (1921-27) de Boom et député à la Chambre (1921-46).

## Sources
- Sa bio sur ODIS